# Bargstall
Bargstall település Németországban, Schleswig-Holstein tartományban. Lakosainak száma 168 fő (2023. december 31.).

## Népesség
A település népességének változása:
| Lakosok száma | 142  | 141  | 139  | 144  | 152  | 165  | 168  |
|               | 1975 | 2014 | 2017 | 2019 | 2021 | 2022 | 2023 |